# Lucy Ejike
Lucy Ejike (Enugu, 16 ottobre 1977) è una sollevatrice paralimpica nigeriana.
Ha rappresentato il suo paese in sei Giochi paralimpici consecutivi dal 2000 a Sydney fino al 2021 a Tokyo vincendo almeno una medaglia in ognuno di essi e collezionando complessivamente tre ori, due argenti e un bronzo. Ha vinto un'ulteriore medaglia d'argento ai XXI Giochi del Commonwealth tenutesi a Gold Coast nel 2018 nella categoria femminile dei pesi leggeri dell'evento Para Powerlifting dietro la connazionale Esther Oyema.

## Biografia
Ejike contrasse la poliomielite all'età di un anno causandogli la paraplegia. Usa una sedia a rotelle per la deambulazione. Ejike, sposata con due figli, vive nello stato di Enugu dove lavora come amministratrice sportiva.

## Carriera
Ejike iniziò ad allenarsi come powerlifter poco prima delle Paralimpiadi estive del 2000 di Sydney. In questa manifestazione gareggiò nella categoria 44 kg vincendo la medaglia d'argento con un sollevamento di 102,5 kg, dietro l'egiziana Fatma Omar. Quattro anni dopo alle Paralimpiadi estive del 2004 di Atene, mentre gareggiava nella stessa categoria di peso, batté due volte il record mondiale di powerlifting paralimpico, vincendo la medaglia d'oro con un sollevamento di 127,5 kg.
Ai Paralimpiadi estive del 2008 di Pechino, Ejike passò alla categoria 48 kg vincendo l'oro. Batté inoltre il record mondiale al suo primo tentativo, sollevando 125 kg. Batté di nuovo il record con un secondo sollevamento di 130 kg, ma vacillò mentre cercava di sollevare 137,5 kg al suo terzo tentativo.
Dopo la sua vittoria a Pechino, Ejike dichiarò di avere intenzione di passare ad una categoria di peso superiore per stabilire un terzo record mondiale. Ciò ha portato, durante le Paralimpiadi estive del 2012 di Londra, ad uno scontro con la rivale incontrata già ad Atene e detentrice del record mondiale nella categoria 56 kg, Fatma Omar. Con il suo primo tentativo Ejike prese il comando della classifica con un sollevamento di 135 kg, ma non riuscì a migliorare questo risultato nei successivi sollevamenti, mentre la sua sfidante Omar riuscì a superare anche il suo record di Pechino con un sollevamento finale di 142 kg. Nonostante non sia riuscita a battere Omar, Ejike ottenne la medaglia d'argento con un vantaggio di 17 kg sulla turca Özlem Becerikli.
Quattro anni dopo, Ejike e Omar si incontrarono per la terza volta alle Paralimpiadi estive del 2016 di Rio de Janeiro. Dopo Londra, il Comitato Paralimpico Internazionale cambiò le categorie di peso del powerlifting sia per gli uomini che per le donne e le due si ritrovarono a gareggiare nella categoria 61 kg femminile. L'anno precedente, la messicana Amalia Perez aveva stabilito un record mondiale nei 61 kg con un sollevamento di 133 kg che Ejike superò con il suo primo sollevamento di 135 kg. Omar fallì il suo primo sollevamento a 133 kg, riuscendo però al suo secondo tentativo. Ejike migliorò il suo vantaggio con il suo secondo sollevamento stabilendo il suo secondo record mondiale della giornata con un peso di 138 kg. Omar rispose con un sollevamento finale di 140 kg, portando Ejike al secondo posto posto. Con il suo ultimo tentativo Ejike riuscì a stabilire il suo terzo record mondiale della giornata conquistando anche la medaglia d'oro quando portando a buon fine un sollevamento di 142 kg. Ejike fu anche scelta dal suo paese come portabandiera alla cerimonia di apertura.
Ha gareggiato ai Giochi del Commonwealth dove ha vinto una medaglia d'argento nella specialità dei pesi leggeri.
Ejike è stata scelta come parte della squadra nigeriana per le Paralimpiadi estive del 2020 di Tokyo dove aveva pianificato di vincere altre medaglie d'oro e di battere il suo stesso record mondiale, ma riuscendo a vincere solo una medaglia di bronzo nella categoria 61 kg. Pochi mesi dopo vinse la medaglia d'oro ai Campionati mondiali di para powerlifting del 2021 tenutisi a Tbilisi, in Georgia.

## Palmarès

### Giochi paralimpici
| Anno | Manifestazione                 | Sede           | Evento          | Risultato | Note |
| ---- | ------------------------------ | -------------- | --------------- | --------- | ---- |
| 2000 | XI Giochi paralimpici estivi   | Sydney         | Categoria 44 kg | Argento   |      |
| 2004 | XII Giochi paralimpici estivi  | Atene          | Categoria 44 kg | Oro       |      |
| 2008 | XIII Giochi paralimpici estivi | Pechino        | Categoria 48 kg | Oro       |      |
| 2012 | XIV Giochi paralimpici estivi  | Londra         | Categoria 56 kg | Argento   |      |
| 2016 | XV Giochi paralimpici estivi   | Rio de Janeiro | Categoria 61 kg | Oro       |      |
| 2020 | XVI Giochi paralimpici estivi  | Tokyo          | Categoria 61 kg | Bronzo    |      |

### Mondiali
| Anno | Manifestazione                      | Sede              | Evento          | Risultato | Note |
| ---- | ----------------------------------- | ----------------- | --------------- | --------- | ---- |
| 2017 | Campionato mondiale di powerlifting | Città del Messico | Categoria 61 kg | Oro       |      |
| 2019 | Campionato mondiale di powerlifting | Astana            | Categoria 67 kg | Oro       |      |
| 2021 | Campionato mondiale di powerlifting | Tiblisi           | Categoria 67 kg | Oro       |      |

### Giochi del Commonwealth
| Anno | Manifestazione              | Sede       | Evento                 | Risultato | Note |
| ---- | --------------------------- | ---------- | ---------------------- | --------- | ---- |
| 2018 | XXI Giochi del Commonwealth | Gold Coast | Categoria pesi leggeri | Argento   |      |

### Giochi panafricani
| Anno | Manifestazione        | Sede        | Evento               | Risultato | Note |
| ---- | --------------------- | ----------- | -------------------- | --------- | ---- |
| 2015 | XI Giochi panafricani | Brazzaville | Categoria 55 & 61 kg | Bronzo    |      |